# El Piruétano
El Piruétano es un conjunto de abrigos con representaciones rupestres localizados en el término municipal de Los Barrios, provincia de Cádiz (España). Pertenecen al conjunto de yacimientos rupestres denominado Arte sureño, muy relacionado con el arte rupestre del arco mediterráneo de la península ibérica.
Los abrigos, llamados Cueva del Piruétano y Abrigo frente al Piruétano se encuentran situado en la ladera del Canuto de Los Palos a unos 350 metros sobre el nivel del mar. El nombre fue dado por el investigador francés Henri Breuil haciendo referencia al piruétano, nombre que se da al peral en el norte de España, si bien este término es desconocido en la región. El abrigo frente al Piruétano fue descrito con este nombre por Breuil si bien el arqueólogo alemán Uwe Topper en su descripción de las cuevas de la región de 1975 lo llamaba El Abrigo doble. Ambos abrigos son recogidos como parte del mismo Bien de Interés Cultural por parte del Instituto Andaluz del Patrimonio Histórico.
Asociadas a los abrigos existen varias estructuras talladas en la roca de notable interés. Se localizan nueve tumbas antropomorfas similares a las de otras zonas de la región con entre 160 y 200 centímetros de longitud y orientación no uniforme. Entre el grupo de tumbas aparece un teatro primitivo formado por tres gradas y una estructura rectangular central datada como las tumbas y las pinturas en la Edad de Bronce y con temática funeraria.
El Piruétano
El abrigo tiene forma semiesférica con unos 4 metros de diámetro y la entrada, abierta a poniente, se encuentra a tres metros del suelo. La interpretación más detallada de las pinturas las ofrece Uwe Topper. 
La figura central del abrigo está realizada con pigmento rojo intenso y trazos muy limpios. Aparece en él una figura humana con casco portando en la mano un arma o quizás un utensilio de labranza. Junto a él, a la derecha, aparece la representación de un enterramiento con cuatro piedras que lo delimitan. A la izquierda un yunque y un martillo y debajo de la figura central dos figuras humanas y lo que parece ser un círculo de piedras.
En la zona izquierda de la pared de la covacha aparece otra figura antropomorfa con una sola pierna, similar a la del panel central y que parece bailar. Se encuentra repintado o eso indica la diferencia de color entre las diferentes partes de la imagen. En la zona derecha del panel principal se encuentra otra figura de estilo similar a las anteriores, con un largo pene y cabeza tocada. Acompañando a esta última imagen aparecen manchas de lo que fueron más figuras y que se han borrado. Sobre el panel central aparecen otros signos esquemáticos a base de líneas. En el extremo derecho del abrigo existe un símbolo cristiano con las iniciales Isos Soter (Jesús Salvador) junto a una cruz ortodoxa que indican la reutilización del abrigo durante un periodo muy prolongado de tiempo.
Abrigo frente al Piruétano
Llamado así por Breuil y Abrigo Doble por Topper. Se encuentra a unos metros ladera arriba del Piruétano. Aparecen tres grupos de puntos repartidos por la covacha. Un grupo de 36 puntos, otro de 24 y otro que por su estado no pueden ser contados. Asociados a los grupos de puntos aparecen dos figuras esquemáticas antropomorfas de técnica muy tosca.